# Big Gipp
Big Gipp, pseudonimo di Cameron Gipp (Atlanta, 28 aprile 1973), è un rapper statunitense.
È conosciuto in quanto membro del gruppo rap Goodie Mob e per le frequenti collaborazioni con il rapper Ali con cui forma il duo Ali&Gipp.
È membro dei Goodie Mob dal 1991: gruppo composto anche dai rapper Khujo,T-Mo e Cee Lo Green.
Ha collaborato al singolo Grillz di Nelly nel 2005. Nel 2003 ha pubblicato Mutant Mindframe, unico album da solista, e nel 2007 Kinfolk in collaborazione con il rapper Ali.

## Discografia

### Album in studio
- 2003 - Mutant Mindframe (Koch Entertainment)

con Ali & Gipp
- 2007 - Kinkfolk (Derrty Entertainment, Universal Motown)

con altri artisti
- 2020 - ATLA (con Daz Dillinger)
- 2023 - Gipp N Worthy (con James Worthy)

### Singoli
- 2003 - Steppin' Out (con Sleepy Brown)
- 2008 - Hot
- 2014 - Shine Like Gold (con Cee Lo Green)
- 2017 - Big Gipp (con SVG KING)
- 2023 - TOTW (con James Worthy)